# 何懷碩
何懷碩（英語：Ho Huai-Shuo；1941年11月3日—），臺灣水墨畫家，同時也是藝術、文化評論家與作家。

## 生平

### 中國大陸時期（1941－1963）
何懷碩1941年11月3日出生於廣東潮安，父親於香港新界農場工作，家境清貧:22:25。何懷碩從小即對文學和藝術產生興趣，並養成廣泛閱讀的習慣。他在廣東完成小學及初中教育後，在1956年進入湖北藝術學院附中，主要學習西畫技法，在水墨方面則受到傅抱石、李可染、林風眠等人的影響:19,28。而直到進入大學課程前，才決定以水墨畫為一生志業:19。因文革動盪，何氏在湖北藝術學院的學習於大學一年級（1961年）結束後中斷，赴港依親:23。

### 師大時期（1963－1965）至旅美前期（1965－1974）
1962年何懷碩以僑生身分赴臺就讀僑大先修班。1963年插班臺灣師範大學（師大）美術學系三年級，當時任教老師有黃君璧、林玉山等人:31:67。然而由於他先前已受到中國現代水墨發展的重要人物，如傅抱石、林風眠等人的影響，加上在中國時期汲取的知識系統，使得臺灣的水墨發展與野教學相較之下顯得保守與傳統，而他在思想上也與老師和同學們顯得截然不同:31。
當時，基於對台灣水墨界的失望和生活上的苦悶，使他將精神與思想訴諸於文字，開始在校內外刊物上發表論述，同時也從批判與反省傳統繪畫而得的思想，實踐於繪畫創作上。何懷碩於1965年從師大美術系畢業，並於畢業展時獲得國畫組第一名教育部長獎:31。1969年在台北中美文化經濟協會舉辦首次正式個展，並提出「苦澀的美感」作為自己個人的創作基調與美學:69:69，且在1974年出版《苦澀的美感》一書，同年於國立歷史博物館舉辦個展後赴美攻讀碩士。

### 旅美時期（1974－1978）
何懷碩於畢業展期間（1965年）認識了時任美國大使館文化參事的李迪（Bob Littell），兩人成為好友。李迪邀請他在陽明山使館辦一場非正式的展覽（1965），就此打開了何懷碩的知名度，也成了何氏日後1974至1978年間移居美國四年的契機:34。1974年何懷碩於紐約聖若望大學（St. John's University）美術系攻讀碩士，開始4年旅居美國的歲月，期間應邀在美加地區大學、美術館及畫廊展覽，並訪問歐美各地。何氏於1977年取得碩士學位，1978年返回台灣。

### 旅美後（1978－至今）
1978年返回台灣後，在國立歷史博物館舉辦回國後第一場個展:188:68，同年獲得中國文藝協會文藝獎章。1979年應聘至臺灣師範大學美術系任教，並於阿波羅畫廊舉行個展。此後何懷碩數次受邀至中國、香港、歐美各地舉辦個展及聯展，並在1982年受聘為國立藝術學院（今國立台北藝術大學）美術系專任副教授:27。教學之餘仍不斷的寫作與創作，並於1984和1990年分別在國立歷史博物館及台北市立美術館舉辦個展。1997年時獲得英國顧資當代藝術基金會（Coutts Contemporary Art Foundation （页面存档备份，存于））亞洲當代藝術獎（Coutts Contemporary Art Awards-Asia）。而在1999年再次於國立歷史博物館個展「心象風景：何懷碩九九年畫展」。2019年於北京畫院美術館舉辦「寄情造境—何懷碩作品展」。

## 畫集
- 《何懷碩畫集》，台北何懷碩畫室出版，1973
- 《懷碩造境》，香港Hibiya公司出版，1981
- 《何懷碩畫》，香港Umbrella公司出版，1984
- 《何懷碩庚午畫集》，香港Umbrella公司出版，1990
- 《何懷碩四季山水長卷》，香港Umbrella公司出版，1990
- 《心象風景：何懷碩九九年畫集》，國立歷史博物館，1999

## 著作
- 《苦澀的美感》，台北大地出版社，1974
- 《十年燈》，台北大地出版社，1974
- 《域外郵稿》，台北大地出版社，1977
- 《藝術、文學、人生》，台北大地出版社，1979
- 《風格的誕生》，台北大地出版社，1981
- 《煮石集》，台北圓神出版社，1986
- 《藝術與關懷》，台北聯經出版社，1986
- 《繪畫獨白》，台北圓神出版社，1987
- 《變》，台北林白出版社，1990
- 《何懷碩文集》，天津百花文藝出版社，1993
- 《懷碩三論》，台北立緒文化事業有限公司，1998：
- 《人生論：孤獨的滋味》
- 《藝術論（上卷）：創造的狂狷》
- 《藝術論（下卷）：苦澀的美感》
- 《畫家論：大師的心靈》
- 《給未來的藝術家》，台北立緒文化事業有限公司，2003
- 《珍貴與卑賤：未之聞齋散文．隨筆》，台北立緒文化事業有限公司，2019
- 《批判西潮五十年：未之聞齋中西藝術思辨》，台北立緒文化事業有限公司，2019
- 《什麼是幸福：未之聞齋人文藝術論集》，台北立緒文化事業有限公司，2019
- 《矯情的武陵人：未之聞齋批評文集》，台北立緒文化事業有限公司，2019

## 外部連結
- 國立歷史博物館典藏何懷碩作品 （页面存档备份，存于）